# Koninklijke HFC
Pour les articles homonymes, voir HFC.
Ne doit pas être confondu avec HFC Haarlem.
Maillots
Le Koninklijke Haarlemsche Football Club, en français:  Le Royal Haarlem Football Club, plus connu sous le nom du Koninklijke HFC, est un club de football néerlandais, fondé le 15 septembre 1879 et basé dans la ville d'Haarlem.
Il s'agit du plus ancien club de football encore en activité aux Pays-Bas.

## Histoire

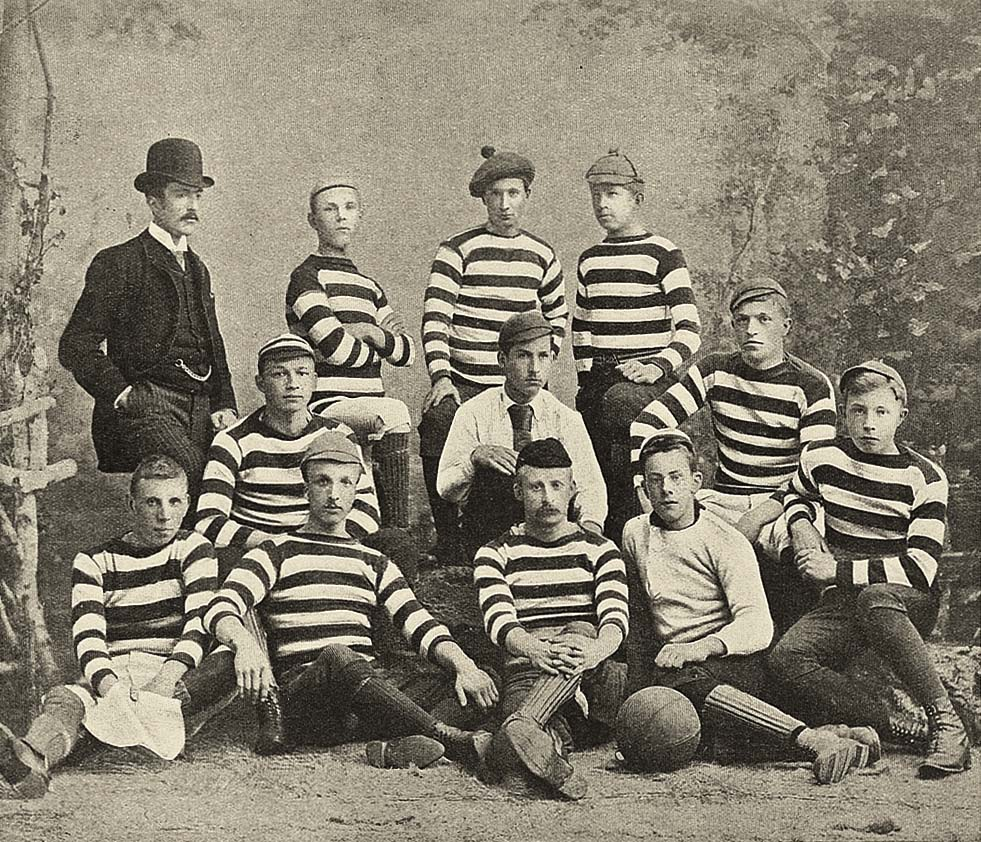

Fondé par Pim Mulier (un des pionniers de l'histoire du sport aux Pays-Bas), alors âgé de 14 ans. Durant les premières années de la création du club, la seule équipe jouait alors au rugby, mais, à la suite de difficultés financières, le club se tourne alors vers le football en 1883.
Le 1er match de football officiel entre clubs de l'histoire du pays a lieu en 1886 entre le HFC et l'Amsterdamsche Football-Club "Sport".
En 1899, le club déménage du terrain "De Koekamp" pour évoluer désormais au "Spanjaardslaan". Le club fournit alors de nombreux joueurs à l'équipe des Pays-Bas de football.
Le club remporte trois éditions du championnat des Pays-Bas « officieux », ainsi que la Coupe des Pays-Bas par trois reprises en 1903-04 (compétition lors de laquelle ils battirent 25-0 le club du VVV Amsterdam, toujours un record en coupe nationale), 1912-13 ainsi qu'en 1914-15.
Le club est renommé Koninklijk (Royal) en 1959, 80 ans après sa création.
Depuis 1923, l'équipe première du HFC joue chaque année le 1er janvier le match d'ouverture du nouvel an contre une sélection d'anciens internationaux néerlandais.

### Palmarès
| Compétitions nationales |
| - Championnat des Pays-Bas (3) : - Vainqueur : 1890 (nl), 1893 (nl) et 1895 (nl) - Coupe des Pays-Bas (3) : - Vainqueur : 1903-04, 1912-13 et 1914-15. |

## Personnalités du club

### Entraîneurs
- Edgar Chadwick
- Bob Glendenning